# Grafmonument van L.C.H.M. van Sasse van Ysselt

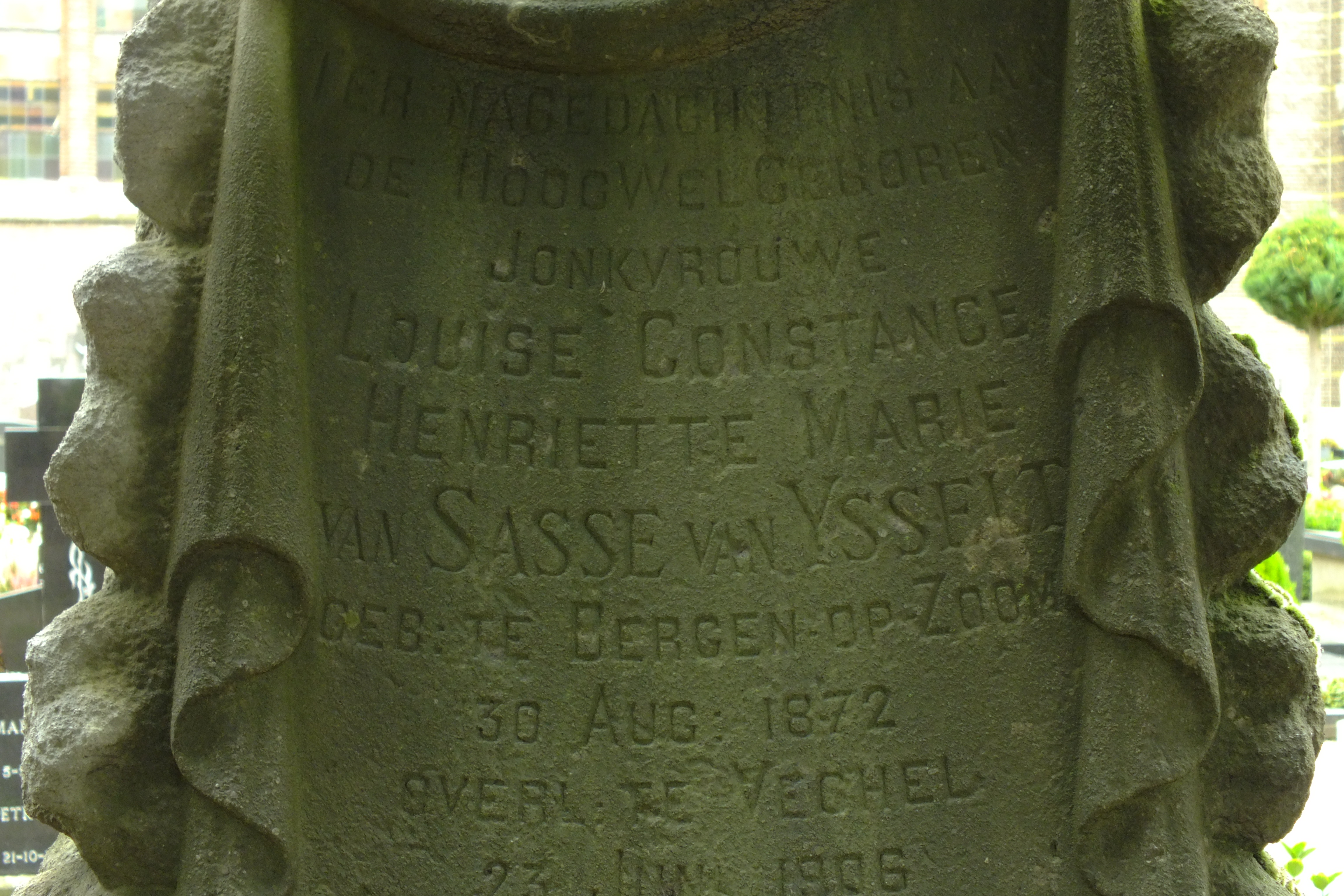
opschrift

Het grafmonument van L.C.H.M.  vanSasse van Ysselt op de begraafplaats bij de rooms-katholieke Sint-Lambertuskerk in de Nederlandse plaats Veghel is een vroeg-20e-eeuws grafmonument, dat wordt beschermd als rijksmonument.

## Achtergrond
Jonkvrouw Louise Constance Henriette Marie van Sasse van Ysselt (Bergen op Zoom 1872 - Veghel 1906) was lid van de familie Van Sasse van Ysselt en een dochter van jhr. Joannes Ludovicus Leopoldus Pacificus Maria van Sasse van Ysselt, postdirecteur, en Marie Angelique Josephine de Kuijper. 
Het grafmonument voor Louise Sasse van Ysselt werd gemaakt door steenhouwer Victor Barette uit Tilburg. Haar ouders zijn bijgezet in het graf van haar broer elders op de begraafplaats. 

## Beschrijving
Het grafmonument bestaat uit een kruis van gebeeldhouwde boomstammen, op een formatie van kunstrotsen. Het kruis is omslingerd door klimop en omhangen met een krans. Aan het rotsblok hangt een reliëfplaquette in de vorm van een gedrapeerd doek met de inscriptie 

TER NAGEDACHTENIS AAN
DE HOOGWELGEBOREN
JONKVROUWE
LOUISE CONSTANCE
HENRIETTE MARIE
SASSE VAN YSSELT
GEB. TE BERGEN OP ZOOM
30 AUG.1872
OVERL. TE VEGHEL 23 JUNI 1906
RIP

Het monument is aan de voorzijde gesigneerd door Barette. Op de hoeken van het graf staan zuiltjes in de vorm van boomstammetjes. De ketting is deels niet meer aanwezig. 

## Waardering
Het grafmonument werd in 2002 als rijksmonument in het Monumentenregister opgenomen, vanwege de "cultuurhistorische waarde als uitdrukking van een geestelijke ontwikkeling, namelijk de manifestatie van de katholieke graf- en devotiecultuur. Het heeft architectuurhistorische en kunsthistorische waarde wegens materiaalgebruik, ornamentiek en vormgeving. Het graf is van belang wegens de ensemblewaarde, het is een essentieel onderdeel van het geheel."